# 久良知寅次郎
久良知 寅次郎（くらち とらじろう、1866年（慶応2年2月） - 1902年（明治35年）8月26日）は、明治期の実業家（炭鉱経営）、政治家。衆議院議員（1期）。

## 経歴
豊後国築城郡(のち福岡県築城郡下城井村→同県築上郡下城井村→同県同郡築城町、現・同県同郡築上町)生まれ。父、兄とともに鉱業に従事し、炭鉱を発掘し経営する。
1898年3月の第5回衆議院議員総選挙において福岡7区から国民協会公認で立候補して当選した。衆議院議員を1期務め、同年8月の第6回衆議院議員総選挙は不出馬。1902年に死去した。

## 家族
久良知家はもともと藏内（クラチ)という姓だったが、西南戦争前に、一族の一人が反政府運動に同調して出奔したため、寅次郎の父・重敏が一族に罪科が及ぶことを案じて久良知と改姓した。久良知家の炭鉱を引き継いだ蔵内次郎作も同族の出だがクラウチと読ませる。
- 父・久良知重敏（1828-1909） ‐ 大庄屋を経て、維新前後に小倉県などに出仕、1875年に退官して米穀商に転じ、1883年長男の政市とともに炭鉱経営に乗りだす。京都郡の豪商柏木勘八郎、その叔父井上馨、貝島太助に関わり筑豊炭鉱の礎を築いたほか、門司の鉄鉱石採掘、シベリア遠洋漁業事業にも着手した。[4]
- 兄・久良知政市（1848-1888） ‐ 田川郡内の炭鉱開発に携わるが40歳で早世。長男の重治は後藤寺電灯常務、娘ユキの舅に蔵内次郎作。[5][6]
- 兄・久良知治市 ‐ 長男・敏は蔵内鉱業重役[7]。五女のトナは糟屋郡新宮村の大地主で萬屋商店経営の堺豊三郎の長男・七兵衛に嫁ぎ[8][9]、内野辰次郎の長男・遊戈と再婚[10]。孫の礼子（敏の二女）は産婦人科医・自見政雄の妻となり[7]、その三男に自見庄三郎、庄三郎の娘自見英子は橋本龍太郎の子橋本岳と結婚した。
- 娘・アイ（1892年生） ‐ 治市の長男・敏の妻[7]
- 長男・久良知亥一郎 ‐ 家業を継ぐ[4]
- 二男・久良知丑二郎 ‐ 東大建築学科卒業後清水建設入社、同社研究所長のち顧問、地盤工学会会長（1961〜1962）[11][12]。岳父に平野耕輔[13]。